# Єременко Павло Олександрович
Павло́ Олекса́ндрович Єре́менко (англ. Paul Eremenko) (1979, Львів, Україна) — американський новатор і управлінець українського походження. З червня 2016 генеральний директор інноваційного центру Airbus Group в Кремнієвій долині. Колишній виконавчий директор Google і глава компанії Google Ara (проект створення відкритої модульної платформи для смартфона).

## Життєпис
Народився в сім'ї українського математика Олександра Єременка (1954). В 13 років разом з батьками емігрував до США.
Єременко здобув ступінь бакалавра в області аеронавтики і астронавтики в Массачусетському технологічному інституті, магістра в області аеронавтики з Каліфорнійського технологічного інституту, а також ступінь права від Джорджтаунського університету. Він проходив підготовку як пілот в аеропорту Aretz біля Університету Пурдью.
Працював у Google, Motorola і в дослідницькому агентстві Пентагону. Очолює інноваційний центр в Сан-Хосе, штат Каліфорнія. Він є головним інженером аеронавтики і астронавтики.
З 1 липня 2016 року — головний технічний директор однієї з найбільших європейських корпорацій аерокосмічної промисловості Airbus Group.
Єременко також є прихильником досліджень штучного інтелекту.
Родич — Маршал Радянського Союзу Андрій Іванович Єрьоменко. Бабуся Павла, Неоніла Єрьоменко, була племінницею воєначальника.

## Відомий за проектами
- Project Ara
- Агентство передових оборонних дослідницьких проектів США
- Adaptive Vehicle Make
- Fractionated spacecraft
- Value-driven design
- Столітній космічний корабель

## Визнання
- Згідно з часописом «Fortune Magazine», Єременко був визнаний одним з Топ-10 Tech лідерів 2015.[6]

## Особисте життя
Відкритий гей.